# 500 miles d'Indianapolis 1981

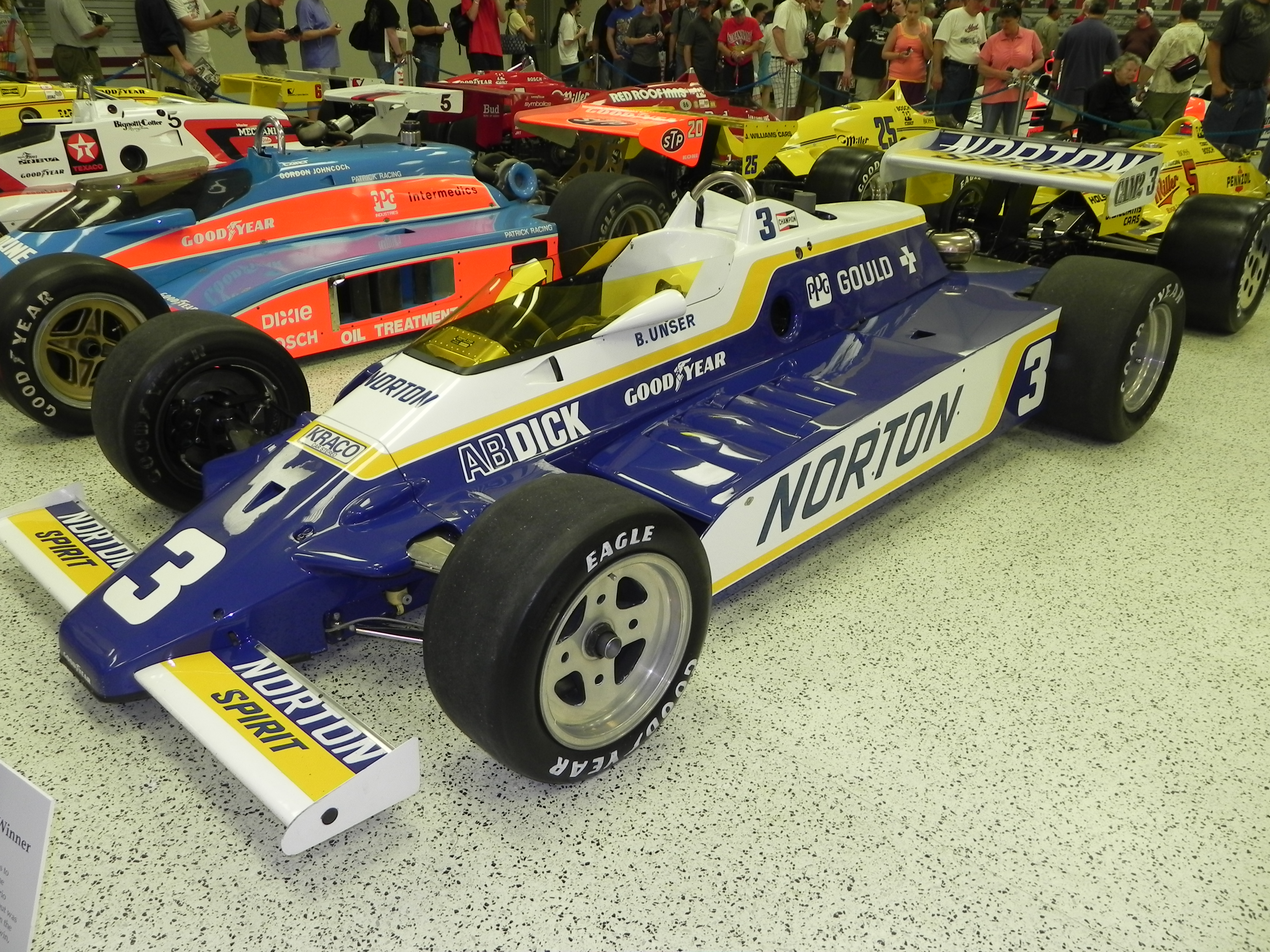
La Penske-Cosworth de Bobby Unser, victorieuse de l'édition 1981 des 500 miles d'Indianapolis.

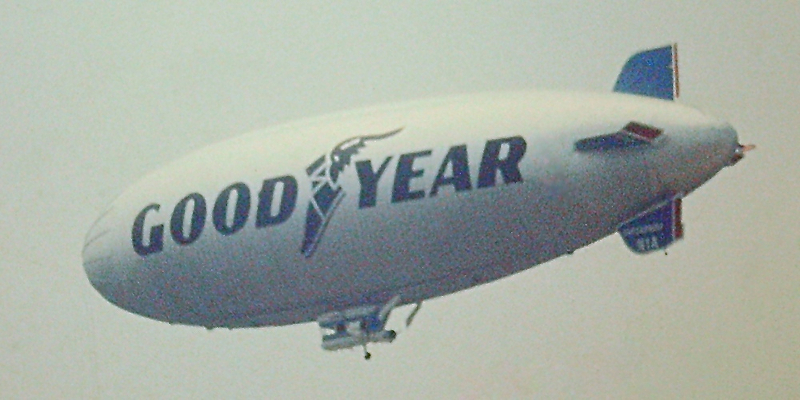
Le dirigeable Goodyear Enterprise au-dessus de l'épreuve.

Les 500 miles d'Indianapolis 1981, organisés le 31 mai 1981 sur l'Indianapolis Motor Speedway, ont été remportés par le pilote américain Bobby Unser sur une Penske-Cosworth de l'écurie Penske.

## Grille de départ
| Ligne | Intérieur             | Milieu            | Extérieur        |
| 1     | Bobby Unser           | Mike Mosley       | A. J. Foyt       |
| 2     | Gordon Johncock       | Johnny Rutherford | Josele Garza     |
| 3     | Bill Alsup            | Gordon Smiley     | Al Unser         |
| 4     | Pancho Carter         | Gary Bettenhausen | Kevin Cogan      |
| 5     | Bob Lazier            | Tom Bigelow       | Geoff Brabham    |
| 6     | Tony Bettenhausen Jr. | Steve Krisiloff   | Vern Schuppan    |
| 7     | Larry Dickson         | Tom Sneva         | Danny Ongais     |
| 8     | Rick Mears            | Sheldon Kinser    | Pete Halsmer     |
| 9     | Michael Chandler      | Don Whittington   | Bill Whittington |
| 10    | Dennis Firestone      | Scott Brayton     | Tom Klauser      |
| 11    | Jerry Karl            | Mario Andretti    | Tim Richmond     |

La pole a été réalisée par Bobby Unser à la moyenne de 322,748 km/h. Le meilleur temps des qualifications est quant à lui l'œuvre de Tom Sneva à la moyenne de 322,981 km/h.

## Classement final
| no | Pilote                    | Voiture             | Tours | Temps/Abandon     |
| 1  | Bobby Unser               | Penske-Cosworth     | 200   |                   |
| 2  | Mario Andretti            | Wildcat-Cosworth    | 200   |                   |
| 3  | Vern Schuppan             | McLaren-Cosworth    | 199   |                   |
| 4  | Kevin Cogan (R)           | Phoenix-Cosworth    | 197   |                   |
| 5  | Geoff Brabham (R)         | Penske-Cosworth     | 197   |                   |
| 6  | Sheldon Kinser            | Longhorn-Cosworth   | 195   |                   |
| 7  | Tony Bettenhausen Jr. (R) | McLaren-Cosworth    | 195   |                   |
| 8  | Steve Krisiloff           | Penske-Cosworth     | 194   |                   |
| 9  | Gordon Johncock           | Wildcat-Cosworth    | 194   | moteur            |
| 10 | Dennis Firestone          | Wildcat-Cosworth    | 193   | moteur            |
| 11 | Bill Alsup (R)            | Penske-Cosworth     | 193   |                   |
| 12 | Mike Chandler (R)         | Penske-Cosworth     | 192   |                   |
| 13 | A. J. Foyt                | Coyote-Cosworth     | 191   |                   |
| 14 | Tim Richmond              | Parnelli-Cosworth   | 191   |                   |
| 15 | Jerry Karl                | McLaren-Chevrolet   | 189   |                   |
| 16 | Scott Brayton (R)         | Penske-Cosworth     | 173   | moteur            |
| 17 | Al Unser                  | Longhorn-Cosworth   | 166   |                   |
| 18 | Larry Dickson             | Penske-Cosworth     | 165   | moteur            |
| 19 | Bob Lazier (R)            | Penske-Cosworth     | 154   | moteur            |
| 20 | Tom Bigelow               | Penske-Chevrolet    | 152   | moteur            |
| 21 | Bill Whittington          | March-Cosworth      | 146   | calage            |
| 22 | Gordon Smiley             | Wildcat-Cosworth    | 141   | accident          |
| 23 | Josele Gaza (R)           | Penske-Cosworth     | 138   | accident          |
| 24 | Pete Halsmer (R)          | Penske-Cosworth     | 123   | accident          |
| 25 | Tom Sneva                 | March-Cosworth      | 96    | embrayage         |
| 26 | Gary Bettenhausen         | Lightning-Cosworth  | 69    | mécanique         |
| 27 | Danny Ongais              | Interscope-Cosworth | 64    | accident          |
| 28 | Pancho Carter             | Penske-Cosworth     | 63    | mécanique         |
| 29 | Tom Klausler (R)          | Schkee-Cosworth     | 60    | boite de vitesses |
| 30 | Rick Mears                | Penske-Cosworth     | 58    | incendie          |
| 31 | Don Whittington           | March-Cosworth      | 32    | accident          |
| 32 | Johnny Rutherford         | Chaparral-Cosworth  | 25    | pompe à essence   |
| 33 | Mike Mosley               | Eagle-Chevrolet     | 4     | radiateur         |

Un (R) indique que le pilote était éligible au trophée du "Rookie of the Year" (meilleur débutant de l'année), attribué à Josele Garza.